# Джеймс Ґібсон (плавець)
Джеймс Ґібсон (англ. James Gibson, 6 лютого 1980) — британський плавець.
Учасник Олімпійських Ігор 2004 року.
Чемпіон світу з водних видів спорту 2003 року.
Призер Чемпіонату Європи з водних видів спорту 2006 року.
Чемпіон Європи з плавання на короткій воді 2003 року, призер 2001, 2008 років.
Переможець Ігор Співдружності 2002 року, призер 2006 року.
Переможець літньої Універсіади 2003 року.